# Claeys Flandria

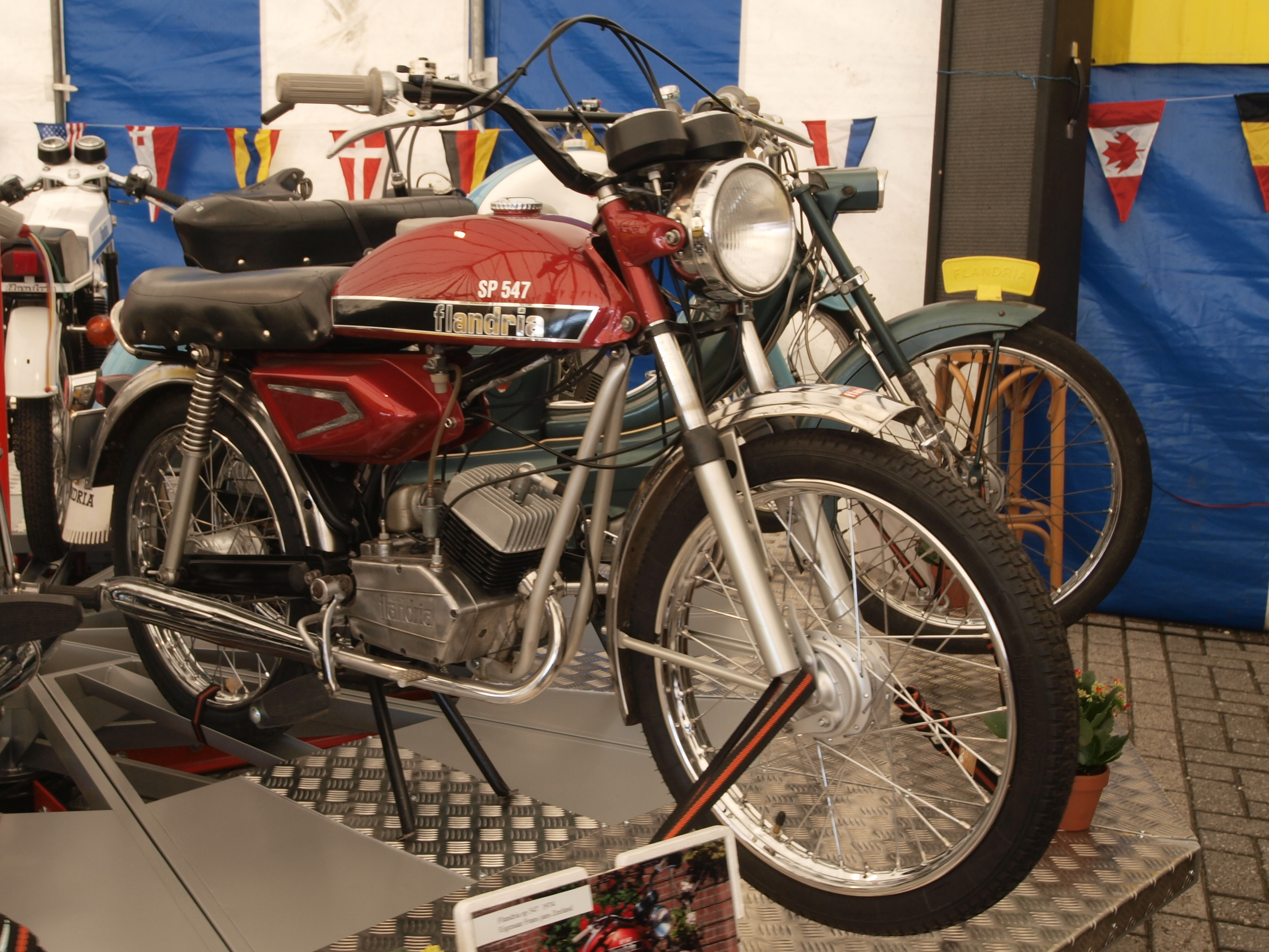

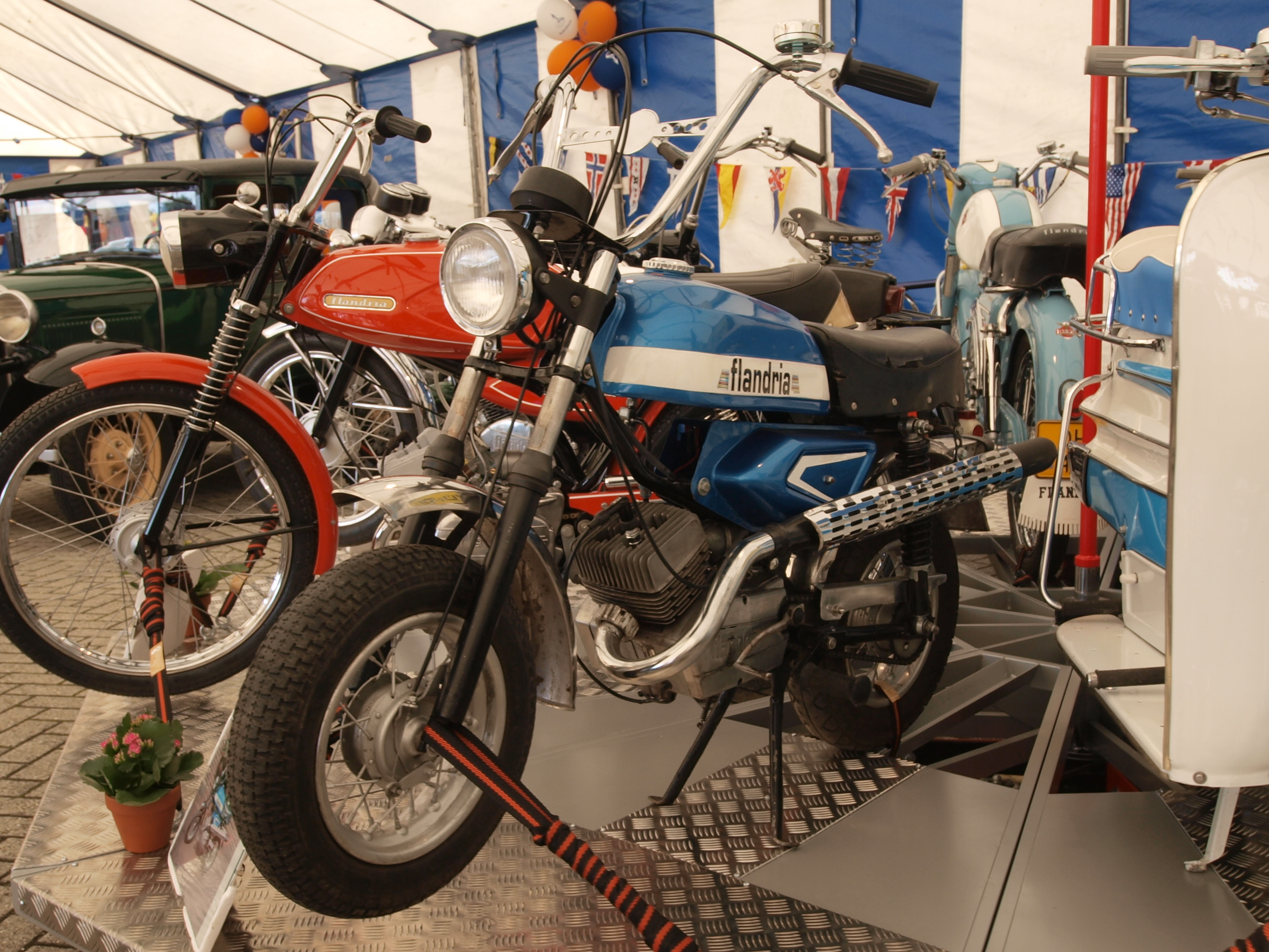

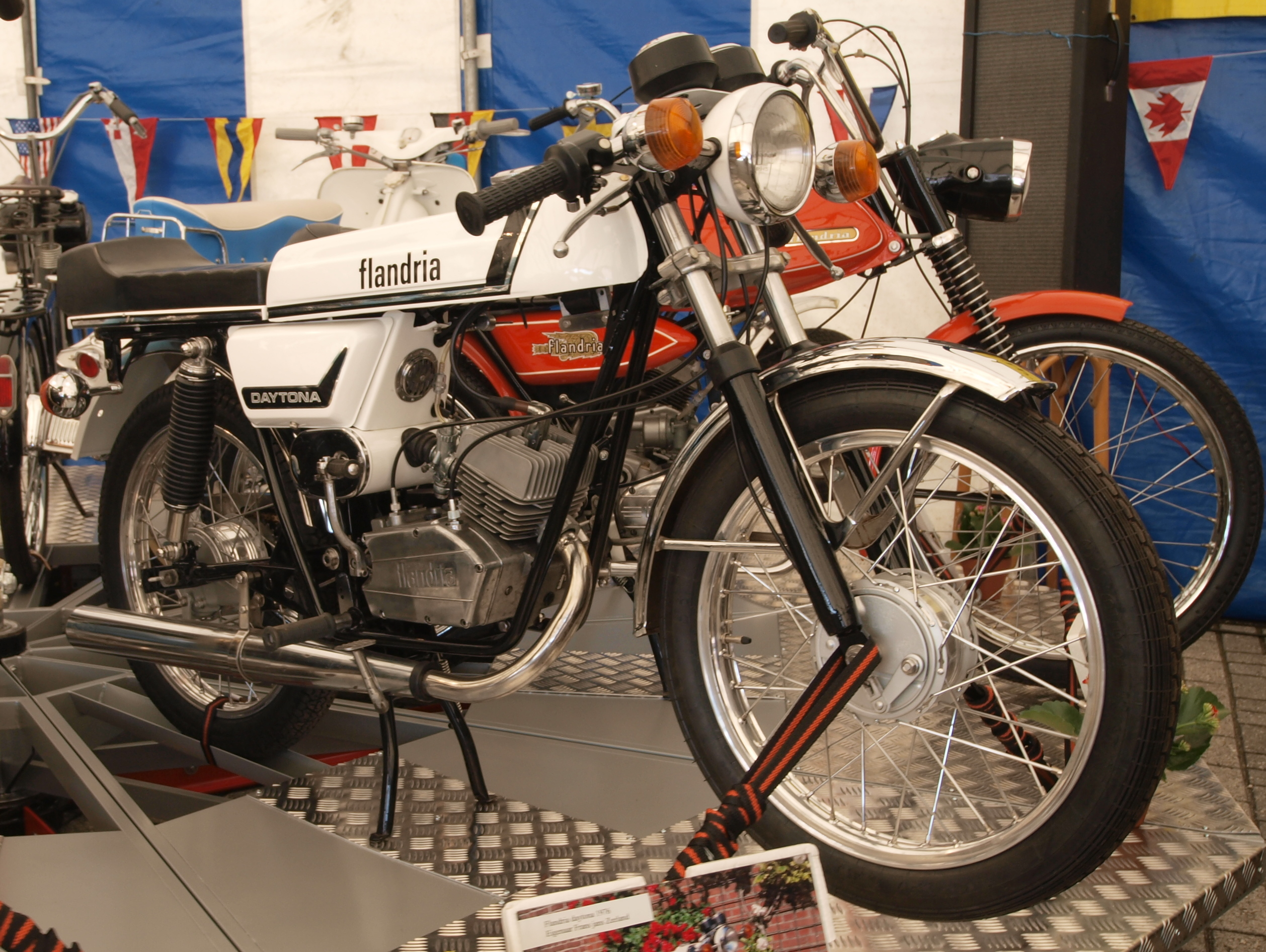

Ateliers Claeys Flandria war ein belgischer Hersteller von Fahrrädern, Mofas, Mopeds und Motorrädern.

## Unternehmensgeschichte
Der Schmied Alexander Claeys heiratete 1825 in die Familie Dombrecht ein und übernahm deren Schmiede in Zedelgem. Sein Sohn Louis baute zunächst landwirtschaftliche Geräte und 1896 das erste Fahrrad. Das Unternehmen begann später auch mit der Produktion von Fahrrädern mit Hilfsmotoren. Zwischen 1954 und 1981 entstanden Mofas, Mopeds und Motorräder.

## Automobile
Aus Anlass des 60. Jubiläums stellte das Unternehmen im Februar 1954 auf der Brüsseler Automobilausstellung einen Kleinstwagen vor. Für den Antrieb sorgte ein Zweizylinder-Zweitaktmotor von ILO mit wahlweise 250 cm³ oder 400 cm³ Hubraum, der im Heck des Fahrzeugs montiert war. Die Karosserie war aus Stahlblech hergestellt und bot 2+2 Personen Platz. Die Türen waren vorne angeschlagen. Die Höchstgeschwindigkeit war mit 80 km/h für das stärkere Modell angegeben, und der Verbrauch mit 4,5 Liter auf 100 km. Zu einer Serienfertigung kam es aber nicht.
1979 entstanden erneut Kleinstwagen als Dreirad und Vierrad. Ein Zweitaktmotor mit 50 cm³ Hubraum trieb die Fahrzeuge an.

## Radsport
Claeys Flandria sponserte in den 1950er- bis 1970er-Jahren das Radsportteam Flandria.